# Singapore op de Olympische Zomerspelen 2016
Singapore nam deel aan de Olympische Zomerspelen 2016 in Rio de Janeiro, Brazilië. De selectie van het land bestond uit 25 sporters, actief in zeven verschillende disciplines. De Singaporese vlag werd tijdens de openingsceremonie gedragen door badmintonspeler Derek Wong Zi Liang; zeilster Griselda Khng deed dat bij de sluitingsceremonie.
Zwemmer Joseph Schooling won het eerste goud ooit voor Singapore bij de 100 meter vlinderslag, daarbij recordolympiër Michael Phelps achter zich latend. Het was de enige medaille van de Singaporese ploeg gedurende de Spelen. Drie andere Singaporezen kwamen eveneens dicht bij een olympische medaille: in de bronzen finale van het tafeltennistoernooi voor vrouwenteams verloor Singapore van Japan.

## Medailleoverzicht
| Sport   | Olympiër         | Discipline                | Medaille |
| ------- | ---------------- | ------------------------- | -------- |
| zwemmen | Joseph Schooling | 100 meter vlinderslag (m) | Goud     |

## Deelnemers en resultaten
(m) = mannen, (v) = vrouwen 

### Atletiek
| Olympiër     | Discipline   | Resultaat | Prestatie                                              |
| ------------ | ------------ | --------- | ------------------------------------------------------ |
| Timothee Yap | 100m (m)     | 67e       | voorronde serie 3: 2de in 10,84 serie 7:: 9de in 10,79 |
|              |              |           |                                                        |
| Neo Jie Shi  | marathon (v) | 131e      | 3:15.18                                                |

### Badminton
| Olympiër               | Discipline    | Resultaat | Prestatie                                                                           |
| ---------------------- | ------------- | --------- | ----------------------------------------------------------------------------------- |
| Derek Wong Zi Liang VO | enkelspel (m) | 14e       | groep A: 2de W van SUR Opti: 2-0 (21–5, 21–6) V van MAS Lee: 0-2 (18–21, 8–21)      |
|                        |               |           |                                                                                     |
| Liang Xiaoyu           | enkelspel (v) | 14e       | groep C: 2de W van FRA Lansac: 2-0 (21–7, 21–15) V van KOR Sung: 0-2 (17–21, 11–21) |

### Roeien
| Olympiër        | Discipline | Resultaat | Prestatie |
| --------------- | ---------- | --------- | --- |
| Saiyidah Aisyah | skiff (v)  | 23e       | serie 4: 3de in 8.44,71 kwartfinale 1: 6de in 7.56,00 halve finale C/D: 6de in 8.22,45 finale D: 5de in 7.55,73 |

### Schietsport
| Olympiër     | Discipline             | Resultaat | Prestatie                                                      |
| ------------ | ---------------------- | --------- | -------------------------------------------------------------- |
| Jasmine Ser  | 10m luchtgeweer (v)    | 25e       | kwalificatie: 25ste met 413,5 punten (102,6-103,9-102,8-104,5) |
| Jasmine Ser  | 50m drie houdingen (v) | 34e       | kwalificatie: 34ste met 568 punten (190-190-188)               |
| Teo Shun Xie | 10 m luchtpistool (v)  | 37e       | kwalificatie: 37ste met 375 punten (93-95-91-96)               |
| Teo Shun Xie | 25m pistool (v)        | 29e       | kwalificatie: 29ste met 571 punten (286-285)                   |

### Tafeltennis
| Olympiër                          | Discipline    | Resultaat | Prestatie |
| --------------------------------- | ------------- | --------- | --- |
| Chen Feng                         | enkelspel (m) | 49e       | voorronde: vrij 1ste ronde: V van FIN Oláh: 1-4 (4–11, 8–11, 11–7, 9–11, 6–11) |
| Gao Ning                          | enkelspel (m) | 33e       | voorronde: vrij 1ste ronde: vrij 2de ronde: V van GBR Drinkhall: 3-4 (7–11, 6–11, 11–3, 3–11, 11–9, 11–9, 8–11) |
|                                   |               |           | |
| Feng Tianwei                      | enkelspel (v) | 5e        | voorronde: vrij 1ste ronde: vrij 2de ronde: vrij 3de ronde: W van LUX Xia: 4-2 (8–11, 5–11, 11–8, 11–5, 11–4, 11–5) 4de ronde: W van AUT Liu: 4-1 (11–6, 11–6, 11–7, 6–11, 11–4) kwartfinale: V van JPN Fukuhara: 0-4 (12–14, 8–11, 7–11, 5–11) |
| Yu Mengyu                         | enkelspel (v) | 5e        | voorronde: vrij 1ste ronde: vrij 2de ronde: vrij 3de ronde: W van AUS Lay: 4-0 (11–9, 11–9, 11–6, 12–10) 4de ronde: W van KOR Jeon: 4-1 (12–10, 8–11, 12–10, 11–7, 11–2) kwartfinale: V van PRK Kim: 2-4 (8–11, 11–6, 5–11, 6–11, 11–9, 6–11)   |
| Feng Tianwei Yu Mengyu Zhou Yihan | team (v)      | 4e        | 1ste ronde: W van Egypte: 3–0 kwartfinale: W van Zuid-Korea: 3–2 halve finale: V van China: 0–3 bronzen finale: V van Japan: 1–3 |

### Zeilen
| Olympiër               | Discipline   | Resultaat | Prestatie                                             |
| ---------------------- | ------------ | --------- | ----------------------------------------------------- |
| Leonard Ong            | RS:X (m)     | 35e       | 362 punten: (33-35-35-33-DNF-27-36-DNF-20-DNF-34-DNF) |
| Colin Cheng Xin Ru     | Laser        | 20e       | 160 punten: (5-20-13-18-21-UFD-27-22-25-9)            |
|                        |              |           |                                                       |
| Audrey Yong            | RS:X (v)     | 25e       | 266 punten: (25-25-24-25-23-18-DNF-24-22)             |
| Elizabeth Yue Ling Yin | Laser Radial | 26e       | 193 punten: (19-29-26-11-23-25-20-17-UFD-23)          |
| Jovina Choo Amanda Ng  | 470 (v)      | 20e       | 166 punten: (17-17-20-21-18-21-19-17-17-18)           |
| Griselda Khng Sara Tan | 49erFX (v)   | 15e       | 135 punten: (12-19-17-11-14-11-8-20/s>-15-7-8-13)     |
|                        |              |           |                                                       |
| Justin Liu Denise Lim  | Nacra 17 (g) | 19e       | 157 punten: (2-14-14-18-18-17-14-14-18-17-21-11)      |

### Zwemmen
| Olympiër         | Discipline            | Resultaat | Prestatie                                                                            |
| ---------------- | --------------------- | --------- | ------------------------------------------------------------------------------------ |
| Joseph Schooling | 100m vrije slag (m)   | 16e       | serie 6: 2de in 48,27 (NR) halve finale 1: 8ste in 48,70                             |
| Quah Zheng Wen   | 100m rugslag (m)      | 22e       | serie 4: 7de in 54,38                                                                |
| Joseph Schooling | 100 m vlinderslag (m) | Goud      | serie 6: 1ste in 51,41 halve finale 2: 1ste in 50,83 (AR) finale: 1ste in 50.39 (OR) |
| Quah Zheng Wen   | 100 m vlinderslag (m) | 15e       | serie 3:' 2de in 52,08 halve finale 1: 8ste in 52,26                                 |
| Quah Zheng Wen   | 200m vlinderslag (m)  | 10e       | serie 2: 3de in 1.56,01 halve finale 1: 6de in 1.56,11                               |
|                  |                       |           |                                                                                      |
| Quah Ting Wen    | 100m vlinderslag (v)  | 34e       | serie 2: 3de in 1.00,88                                                              |